# 獨角戲
獨角戲（soliloquy）是戲劇中的手法，為獨白的一種。獨角戲是對自己說話的形式，將思緒大聲說出，並非對他人發言。在獨角戲中，角色通常獨自站在舞台上，向觀眾表達自己的思想、情感與意圖，可能是直接對觀眾說話，或是部分或完全地向觀眾吐露心聲。英國文藝復興時期的戲劇經常巧妙運用獨角戲，例如在莎士比亞的《哈姆雷特》中，著名的獨角戲「生存還是毀滅」便是其核心片段之一。